# Centro traumatologico ortopedico (Torino)
Il Centro traumatologico ortopedico e di malattie sociali e del lavoro, comunemente noto come CTO, è un presidio ospedaliero inaugurato nel 1965 come azienda sanitaria pubblica ed è il principale ospedale traumatologico della città di Torino.
Fa parte dell'AOU Città della Salute e della Scienza.

## Descrizione
Il grattacielo, alto 75 metri per un totale di 16 piani, è attualmente la quinta costruzione più alta della città. Progettata nell'ambito dei festeggiamenti per il centenario dell'Unità d'Italia "Italia '61", è situata nel quartiere Nizza Millefonti ed è parte integrante del distretto di Italia '61, affacciandosi sul corso Unità d'Italia.
Fa parte del distretto ospedaliero più imponente di Torino, accanto all'ospedale infantile Regina Margherita, al ginecologico Sant'Anna ed al complesso ospedaliero San Giovanni Battista "Molinette". Dal 1º luglio 2012 le tre aziende ospedaliere del San Giovanni Battista, dell'ospedale infantile Regina Margherita/Sant'Anna, C.T.O. ed ex ospedale Maria Adelaide (Torino centro-nord, dismesso nel 2016) sono riunite in un'unica azienda ospedaliera, la Città della Salute e della Scienza.
Recentemente al corpo dell'edificio, un parallelepipedo sottile e lineare, è stato aggiunto un corpo accessorio asimmetrico sul lato sud per aggiungere due ascensori supplementari.
A partire dal 19 luglio 2007 è entrata in funzione l'USU, l'unità spinale unipolare del complesso.
Nella nuova struttura antistante dell'ospedale sono stati trasferiti i 33 letti (25 di ricovero ordinario più 8 di day hospital) del centro di rieducazione funzionale prima sito nel Colle della Maddalena a Torino.
Simone Teich Alasia, chirurgo plastico italiano, fu tra i fondatori del centro grandi ustionati del CTO.